# Phragmatobia honesta
Phragmatobia honesta là một loài bướm đêm thuộc phân họ Arctiinae, họ Erebidae.